# ピアノ三重奏曲WoO38 (ベートーヴェン)
ピアノ三重奏曲 WoO38 変ホ長調 は、ルートヴィヒ・ヴァン・ベートーヴェンが作曲したピアノ三重奏曲。死後に遺稿の中から発見された。1790年もしくは1791年に作曲されたと考えられている。作品1のピアノ三重奏曲（第1番、第2番、第3番）よりも古典的な佇まいの本作は、1830年にピアノ三重奏曲WoO39、ピアノソナタWoO51と共にフランクフルトのF.P.ドゥンストから出版された。

## 概要
ベートーヴェンが本作を作曲したのは1792年にウィーンへ向けてボンを発つ直前であったと考えられている。正確な作曲の経緯はわかっておらず、曲は1827年にベートーヴェンが他界しても出版されないままとなっていた。1830年にF.P.ドゥンストが本作を出版した際、この作品がベートーヴェンのものであるとするカール・チェルニー、アントン・ディアベリ、フェルディナント・リースの署名付きの声明文が添付された。そこではアントン・シンドラーが草稿を所有していると述べられていたが、バリー・クーパーによると草稿は現在散逸してしまっているとのことである。
曲の様式は作品1のピアノ三重奏曲ほどには成熟をみせておらず、ピアノが中心となって曲が進行していく。

## 楽曲構成
全3楽章で構成される。全ての楽章が変ホ長調で書かれている。演奏時間は約14分半。

### 第1楽章
Allegro moderato 2/4拍子 変ホ長調
ソナタ形式。ピアノによる第1主題の提示で幕を開ける（譜例1）。
譜例1
譜例1の確保から転調を行い、属調である変ロ長調に至る。第2主題はヴァイオリンが先行して奏する譜例2で、非旋律的な素材によって作られている。
譜例2
提示部の反復後に展開部となる。展開部では譜例1の最初の16分音符の音型が専ら扱われる。再現部は提示部をなぞるだけでなく変化を与えられており、華やかなコーダを経て明るく締めくくられる。

### 第2楽章
Scherzo: Allegro ma non troppo 3/4拍子 変ホ長調
スケルツォ。これがベートーヴェンが速度表示にスケルツォを指定した最古の楽曲として知られる。スケルツォと銘打たれてはいるものの実質的にはメヌエットとなっており、落ち着いた表情の主題で開始する（譜例3）。
譜例3
スケルツォ部の後半も前半の材料から作られており、伝統的な形式からの逸脱が見られる。トリオはピアノの走句に彩られており、素朴なドイツ舞曲の様相を呈している（譜例4）。
譜例4
スケルツォ・ダ・カーポとなって冒頭へ戻り、スケルツォを再び奏して終了する。

### 第3楽章
Rondo: Allegretto 6/8拍子 変ホ長調
ロンド形式。まずおおらかな性格の主題が提示される（譜例5）。このロンド主題はこの後の再現では形を変えて奏されることになる。また、各副次主題も全て変ホ長調で書かれている。
譜例5
ひとつめのエピソードではピアノの上昇音階に譜例5の断片が付け足される（譜例6）。
譜例6
回帰した譜例5は16分音符を用いて変奏の形になっている。続いて譜例7のエピソードがピアノに出され、ここへヴァイオリンとチェロが譜例5の断片を重ねていく。
譜例7
再び16分音符で変奏された譜例5が再現し、これに譜例6の再現が続く。最後に煌びやかなコーダが用意され、華やいだ気分のまま全曲を結ぶ。

## 関連文献
- Anderson, Keith (1994). Beethoven: Piano Trio, Op. 1, No. 3/Piano Trio in E-Flat Major/Variations, Op. 44 (CD). Naxos Records. 8.550947。
- Turner, Ryan (2011年). “Program Notes: Beethoven Chamber Series – Concert 1”.   Emmanuel Music. 2015年8月28日閲覧。